# Ria de Bilbao
La ria de Bilbao o estuari de Bilbao (en basc Bilboko itsasadarra) és un estuari format pels rius Ibaizabal Kadagua i Nerbioi. Fa 16 km de llargada i s'estén des de Bilbao a la Badia d'Abra. Aigües avall de Bilbao aquest estuari divideix la seva àrea metropolitana: a la dreta de la ria s'hi troben les localitats d'Erandio, Leioa i Getxo i a l'esquerra Barakaldo, Sestao, Portugalete, Santurtzi i Zierbena
Després de la creació de Bilbao l'any 1075 a la vora del riu Ibaizabal per un grup de pescadors que es reunien al voltant de la petita església al territori de Santurtzi on la ria començava a ser navegable i existia un pont que la creuava, va començar un desenvolupament vertiginós d'activitats comercials marítimes al llarg de l'Edat Mitjana, inclosa la fundació de la vila de Bilbao el 1300 i la de Portugalete el 1322. Als segles següents, a mesura que la ciutat es va desenvolupar, també es va anar desenvolupant el comerç i el port es va consolidar com el més important centre comercial del Senyoriu de Biscaia, dirigint les seves activitats primer amb la resta del continent europeu, i més tard amb les colònies americanes.
En 1561 Bilbao va prendre a Portugalete el control del comerç a gran escala, un cop en 1558 s'havia conclòs el condicionament del Gobela i la construcció del port d'Areeta per evitar els efectes desastrosos dels moviments de la barra de la Ria de Bilbao tenia sobre el transport marítim.
Com Bilbao, Abando i Portugalete també tenien la voluntat de desenvolupar el comerç abans de la guerra del Francès, i a finals del segle xix Abando va estar a punt d'aconseguir l'anomenat "Port de la Pau" que hauria estat un competidor per a les intencions de Bilbao. Als afores de la ria, a Portugalete i Santurtzi, es van construir ports. Abans de l'annexió d'Abando a Bilbao, per tota la zona d'Uribitarte es van desenvolupar diverses indústries i drassanes i l'annexió de la Diòcesi de Bilbao va accelerar el procés de desenvolupament de les activitats portuàries. En 1856, aprofitant la desamortització de Madoz, Máximo Aguirre Ugarte va comprar les els terrenys comunals de la platja i la maresma de Lamiako per dessecar-les i construir un balneari a l'estil de la costa de Biarritz, i que es convertí en la urbanització planificada més gran a Biscaia fins al pla d'eixample de Bilbao de 1876. Immediatament va engegar la consolidació i fixació dels terrenys mitjançant un projecte de 1859 de l'arquitecte Pedro de Belaunzaran d'acord a les experiències de les Landes franceses, amb l'obertura d'una nova llera al Gobela, obrint un canal recte que ho comunicava amb el riu Udondo, alinant-lo al tram final i instal·lant una resclosa i molls a prop de la desembocadura.
La ràpida industrialització va començar a mitjans del segle xix i Bilbao es va veure completament saturada de pobladors i sense superfície cap a on expandir-se. Es va decidir llavors iniciar l'Eixample de la vila sobre la riba esquerra de la ria, afegint al municipi l'anteiglesia d'Abando en 1872, sota la supervisió de l'arquitecte Severino Achúcarro i els enginyers Pablo de Alzola i Ernesto de Hoffmeyer. El desenvolupament de la indústria minera a les properes muntanyes de Miribilla i de Triano va afavorir la indústria metal·lúrgica que es va instal·lar a la ria, la qual cosa va significar un poderós enriquiment per a la regió. Fins a finals del segle XX es van establir fàbriques i indústries per tota la ria, a Barakaldo, Sestao i Erandio, més enllà dels límits del municipi de Bilbao i les deixalles, tant industrials com urbanes, eren llançades indiscriminadament a les aigües contaminant-les.
Abans de la Guerra Civil espanyola es va presentar el pla de construcció del Canal de Deusto, però la guerra va suspendre el projecte. Tanmateix, a partir de la dècada de 1950 es va construir un canal artificial, en un dels fins aleshores horts més fèrtils de Deusto. Mentrestant, es van construir nous molls als afores de la ria, i a la dècada de 1960 un nou port exterior a Santurtzi, juntament amb el nou moll de Punta Lucero.
Des de la dècada de 1980 s'estan implementant projectes de renovació i sanejament que, a més de purificar les aigües, embelleixen els seus marges. El pla de sanejament ha aconseguit que la taxa d'oxigenació se situï avui al voltant del 60%.

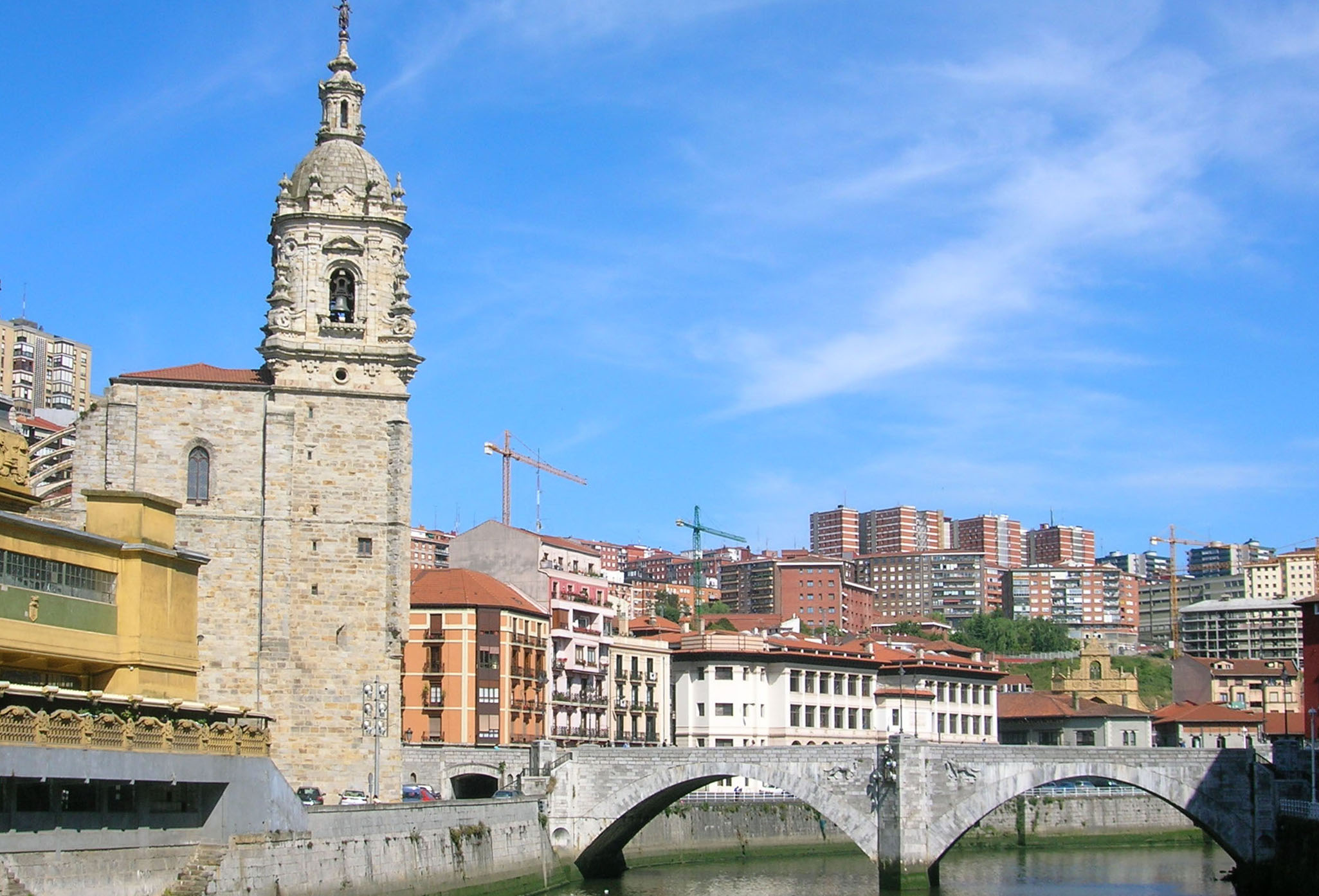
Església de San Anton i part vella de Bilbao, amb l'estuari

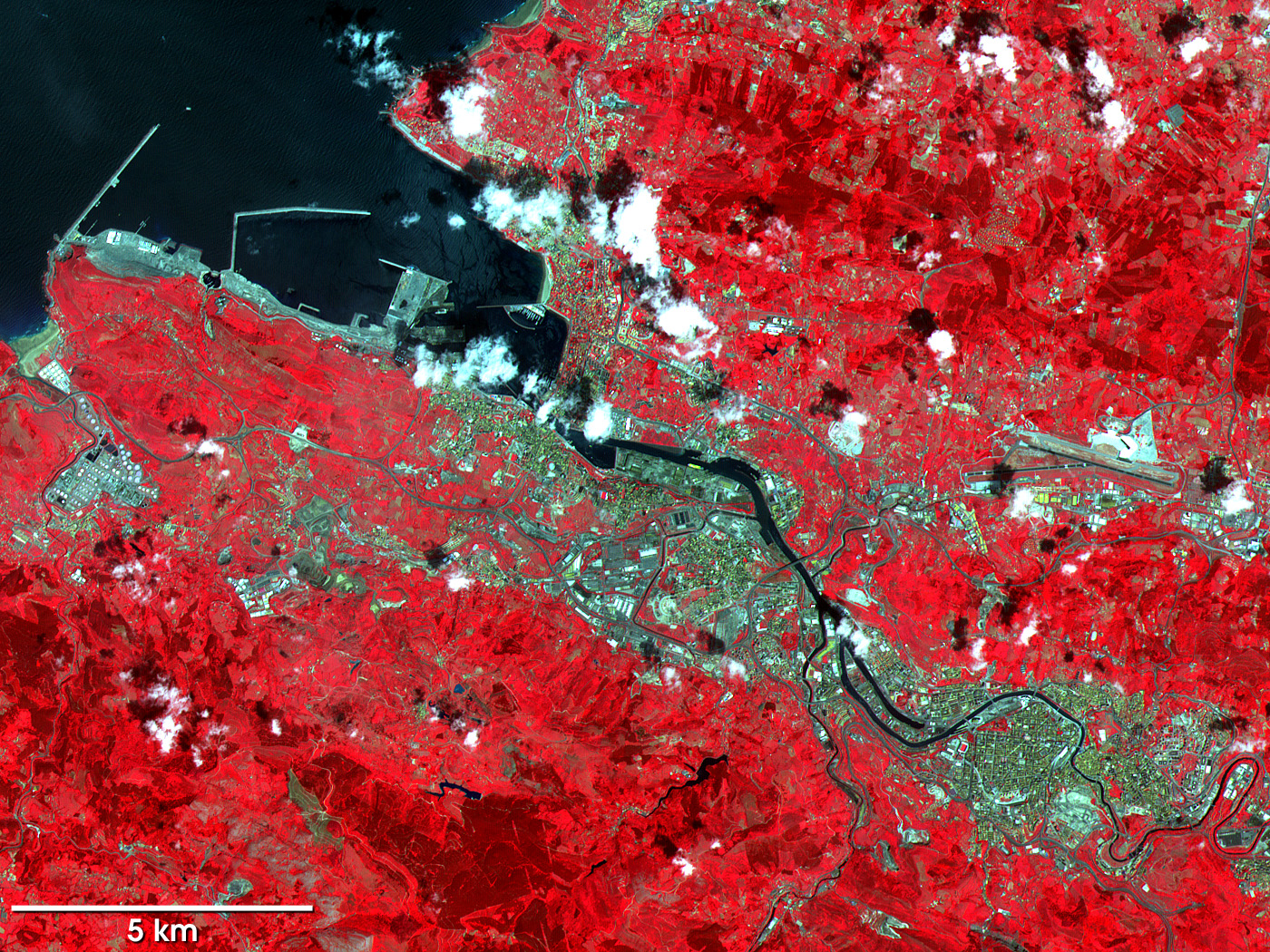
Mapa de la ria de Bilbao, a l'esquerra la badia de Biscaia i els molls del port, a la dreta la ciutat de Bilbao. La part superior (inferior) de la imatge mostra la riba dreta (esquerra).

A la ria s'hi troba el port de Bilbao, inaugurat el 1893. El Pont de Biscaia o Pont Penjant (Bizkaiko Zubia, en euskera) és un pont amb barqueta transbordadora que uneix les dues ribes entre Portugalete i Getxo.